# FK Yangiyer
FK Yangiyer (uzb. «Yangiyer» futbol klubi, ros. Футбольный клуб «Янгиер», Futbolnyj Kłub "Jangijer") – uzbecki klub piłkarski, mający siedzibę w mieście Yangiyer na zachodzie kraju. Założony w roku 1966.
W latach 1992-1997 i 1999 występował w Oʻzbekiston PFL.

## Historia
Chronologia nazw:
- 1966–1968: Tselinnik Yangiyer (ros. «Целинник» Янгиер)
- 1968–1976: FK Yangiyer (ros. ФК «Янгиер»)
- 1976: Meliorator Yangiyer (ros. «Мелиоратор» Янгиер)
- 1977–1994: FK Yangiyer (ros. ФК «Янгиер»)
- 1995: Dinamo Yangiyer (ros. «Динамо» Янгиер)
- 1996–1999: FK Yangiyer (ros. ФК «Янгиер»)
- 2011–...: FK Yangiyer (ros. ФК «Янгиер»)

Piłkarska drużyna Tselinnik została założona w miejscowości Yangiyer w 1966 i reprezentowała miejscowy Kombinat materiałów i konstrukcji budowlanych. W 1967 zespół debiutował w Klasie B, strefie średnio-azjatyckiej Mistrzostw ZSRR. W czerwcu 1968 przyjął nazwę FK Yangiyer.
W 1970 po kolejnej reorganizacji systemu lig ZSRR klub spadł do Klasie B, strefie średnio-azjatyckiej, w której zajął drugie miejsce i awansował do Drugiej Ligi, strefy 5, w której występował do 1989. Od lipca do grudnia 1976 nazywał się Meliorator Yangiyer, jednak wrócił do poprzedniej nazwy.
W sezonach 1990–1991 występował w Drugiej Niższej Lidze, strefie 9.
W latach 1967 oraz 1976–1978 startował w rozgrywkach Pucharu ZSRR.
W 1992 debiutował w Wyższej Lidze Uzbekistanu, w której występował do 2000, z wyjątkiem 1998, kiedy to spadł do Pierwszej Ligi. W 1995 nazywał się Dinamo Yangiyer. 
Na początku 2000 dołączył do FK Guliston i zawiesił działalność.
W 2011 klub został odrodzony jako FK Yangiyer i przystąpił do rozgrywek o Puchar Uzbekistanu i startował w profesjonalnej Pierwszej Lidze.

## Sukcesy

### Trofea międzynarodowe
(stan na 31-05-2015).
Odpadł w rundzie drugiej Azjatyckiego Pucharu Zdobywców Pucharów 1995.

### Trofea krajowe
Uzbekistan
| \| \| Zdobyte trofea w rozgrywkach Uzbekistanu (stan na: 31-05-2015) \| |                                                                |      |          |
| Rozgrywki                                                               | Osiągnięcie                                                    | Razy | Sezon(y) |
| Mistrzostwo                                                             | I miejsce                                                      | 0    |          |
| Mistrzostwo                                                             | II miejsce                                                     | 0    |          |
| Mistrzostwo                                                             | III miejsce                                                    | 0    |          |
| Mistrzostwo                                                             | 10. miejsce                                                    | 1    | 1995     |
| Puchar                                                                  | zdobywca                                                       | 0    |          |
| Puchar                                                                  | finalista                                                      | 1    | 1994     |
| II liga                                                                 | I miejsce                                                      | 1    | 1998     |
| II liga                                                                 | II miejsce                                                     | 0    |          |
| II liga                                                                 | III miejsce                                                    | 0    |          |
| Uzbekistan                                                              | Zdobyte trofea w rozgrywkach Uzbekistanu (stan na: 31-05-2015) |      |          |

ZSRR
| \| \| Zdobyte trofea w rozgrywkach Związku Radzieckiego (stan na: 31-12-1991) \| |                                                                         |      |            |
| Rozgrywki                                                                        | Osiągnięcie                                                             | Razy | Sezon(y)   |
| Mistrzostwo                                                                      | I miejsce                                                               | 0    |            |
| Mistrzostwo                                                                      | II miejsce                                                              | 0    |            |
| Mistrzostwo                                                                      | III miejsce                                                             | 0    |            |
| Puchar                                                                           | zdobywca                                                                | 0    |            |
| Puchar                                                                           | finalista                                                               | 0    |            |
| Puchar                                                                           | 1/16 finału                                                             | 2    | 1976, 1977 |
| II liga                                                                          | I miejsce                                                               | 0    |            |
| II liga                                                                          | II miejsce                                                              | 0    |            |
| II liga                                                                          | III miejsce                                                             | 0    |            |
|                                                                                  | Zdobyte trofea w rozgrywkach Związku Radzieckiego (stan na: 31-12-1991) |      |            |

- Wtoraja liga ZSRR:
  - mistrz grupy: 1976, 1977
  - wicemistrz turnieju finałowego: 1976, 1977
  - 3. miejsce w grupie: 1969, 1978

## Stadion
Klub rozgrywa swoje mecze domowe na stadionie Markaziy w Yangiyer, który może pomieścić 7,000 widzów.

## Piłkarze
Znani piłkarze:
- / Birodar Abduraimov
- Ruziqul Berdiev
- Nikołaj Kulikow
- Wołodymyr Rodionow
- / Igor Shkvirin
- Oleg Siergiejew
- Ilhom Suyunov
- Alisher Tuychiev

## Trenerzy
- 1966–1968:  Wadim Sapożnikow
- 1969:  Vyacheslav Koltsov
- 1969:  Stanislav Semenov
- 1970:  Yakov Kaprov
- 1971–1972:  Idgay Tazetdinov
- 1973:  Iwan Koczetkow
- 1974:  Walerij Lubuszin
- 1975–1976:  Witalij Witkałow
- 1977:  Giennadij Krasnicki

...
- 1979:  Walerij Lubuszin
- 1980:  Giennadij Niedielkin
- 1980:  Vitaliy Ivanov

...
- 1983–1991:  Witalij Cybin
- 1985:  Aleksandr Ivankov
- 1987:  Walerij Lubuszin
- 1989–1990:  Bahrom Davlyatov
- 1991–1992:  Władimir Pawlenko
- 1993–07.1993:  Karim Muminov
- 07.1993–1993:  Władimir Pawlenko
- 1995–08.1997:  Vitaliy Ivanov
- 1999:  Bahrom Davlyatov
- 2011:  Bohodyr Davlatov
- 2012–2013:  Hayrullo Abdiev